# SPK
SPK — австралийская индустриальная группа, образовавшаяся в 1978 году. Один из ярких представителей раннего «классического» периода развития индустриальной музыки.

## История
Группа была организована Грэмом Ревеллом (Graeme Revell) и Нилом Хиллом (Neil Hill) в 1978 году. Они оба работали в то время в психиатрической клинике, но Хилл также являлся и пациентом. Ревелл был санитаром, часто общаясь с  шизофрениками, алкоголиками и многими другими пациентами. Название для группы было позаимствовано у немецкой радикальной марксистской группы Социалистический коллектив пациентов (Sozialistisches Patientenkollektiv (SPK)).
Аббревиатура SPK заведомо не расшифровывается однозначно самими участниками. На обложках альбомов приводились различные варианты. Помимо Sozialistisches PatientenKollektiv, имелись и другие — Surgical Penis Klinik, System Planning Korporation, SePuKku, Selective Pornography Kontrol, Special Programming Korps и SoliPsiK.
В раннем творчестве группы преобладает жесткое агрессивное звучание с использованием различных аналоговых и электронных шумовых эффектов и истеричного мужского вокала. Выступления группы (особенно в ранние периоды)  сопровождали показы слайдов с изображением изувеченных трупов, экспериментов, физических увечий (чаще врождённых),  некрофилии, хардкор-порно. Также присутствовал и  перформанс с использованием огня.  К середине 1980-х стилистика композиций меняется в сторону коммерческого синтипопа с использованием женского вокала. В конце 1980-х звучание SPK приобретает мрачный, ритуальный оттенок, характерный для дарк эмбиента, используется металлическая перкуссия и фрагменты русского церковного хорового пения.

## Дискография

### Альбомы
- 1981 — Information Overload Unit — LP/CD
- 1982 — Leichenschrei — LP/CD
- 1984 — Machine Age Voodoo — LP
- 1986 — Zamia Lehmanni: Songs of Byzantine Flowers — LP/CD
- 1987 — Digitalis Ambigua: Gold & Poison — LP/CD
- 1988 — Oceania — LP/CD
- 2008 — Dokument III0 1979—1983

### Компиляции
- 1983 — Auto-Da-Fé — LP/CD
- 1992 — Box — CD

### Синглы, EP, кассеты
- 1979 — «No More/Kontakt/Germanik» — Single
- 1979 — «Factory»/Retard/Slogun" — Single
- 1979 — «Mekano/Kontakt/Slogun» — Single
- 1980 — «Meat Processing Section» EP (Slogun/Mekano) — Single
- 1981 — «See Saw/Chambermusik» (as SoliPsiK) — Single
- 1981 — «At The Crypt» — Cassette — Sterile Records
- 1982 — «Last Attempt at Paradise» — Cassette
- 1983 — «Dekompositiones» — 12"EP
- 1983 — «From Science To Ritual» — Cassette
- 1984 — «Metal Dance» — Single
- 1984 — «Junk Funk» — Single
- 1985 — «Flesh & Steel» — Single
- 1986 — «In Flagrante Delicto» — Single
- 1987 — «Off the Deep End» — Single
- 1987 — «Breathless» — Single
- 1987 — «Digitalis Ambigua: Gold & Poison» — Single

### Фильмы и видео
- 1982 — «Despair» — SPK Video by Twin Vision
- 1983 — «Two Autopsy Films» — SPK Video by Twin Vision
- 2007 — «Despair» — Digitally extracted DVD by Twin Vision